# پتاسیم کربنات

its formula is K2 Co3
پتاسیم کربنات (K2CO3) نمکی سفید است که در آب انحلال‌پذیر است (در اتانول انحلال‌پذیر نیست) و محلولی قویاً بازی تشکیل می‌دهد. پتاسیم کربنات با نام‌های مختلفی شناخته می‌شود که عبارتند از خاکستر مروارید (pearl ash)، کربنات پتاس (carbonate of potash) و نمک تارتار (salt of tartar).

## تاریخچه
در گذشته نمک تارتار یا همان پتاسیم کربنات را از طریق حرارت دادن پتاس در یک کوره به منظور حذف ناخالصی‌ها تولید می‌کردند. در اواخر قرن ۱۸، قبل از اینکه پودر نانوایی کشف شود، از آن در پخت سریع نان‌ها استفاده می‌شد. امروزه تولید کربنات پتاسیم با پتاسیم کلرید آغاز می‌شود. پس از الکترولیز کردن محلول نمک پتاسیم کلرید، پتاسیم هیدروکسید، کلرو هیدروژن به دست می‌آیند.

## خواص
پتاسیم کربنات خالص در دمای اتاق جامد است. این ماده برای پوست تحریک‌کننده است و در تماس با چشم آسیب‌های بیشتری را به دنبال دارد و اگر درمان نشود مشکلات بافتی را سبب می‌شود. پتاسیم کربنات غیرقابل اشتعال، غیر انفجاری و غیر سمی است، اما ماده‌ای قلیایی و خطرناک برای پوست و چشم است.

## مصارف
پتاسیم کربنات مصارف گوناگونی دارد و معمولاً در صنایع شیشه‌سازی، نساجی، صنایع غذایی، صنایع شوینده و بهداشتی و آرایشی، ساخت مواد شیمیایی، کود شیمیایی، صابون و شیشه کاربرد دارد.
همچنین در تولید رنگ و جوهرهای چاپی کاربرد دارد. یکی از کاربردهای اصلی این ترکیب در زمینه ساخت شیشه است. پتاسیم کربنات در ساخت پرتوهای کاتدی، لامپ تلویزیون و لنزهای اپتیکال نیز کاربرد دارد. همچنین یک جایگزین بسیار امن‌تر برای پتاسیم هیدروکسیداست، که اغلب در باتری‌ها و موارد کاربردی دیگر استفاده می‌شود.
کربنات پتاسیم را می‌توان در تولید مواد غذایی استفاده کرد. در آشپزی‌های چینی و آسیای شرقی برای درست کردن ژله چمنی از کربنات پتاسیم استفاده می‌شود. همچنین در آلمان به عنوان عامل پخت در نان زنجبیلی مورد استفاده قرار می‌گیرد. در صنعت سفالگری آن را به عنوان یک ماده شیمیایی آلی برای لعاب گلدان استفاده می‌کنند.
کاربرد دیگر این ترکیب کشاورزی است. پتاسیم کربنات یک کود عمده کشاورزی است که به بهبود رشد گیاهان و حفظ آب در خاک کمک می‌کند. ریشه و ساقه‌های گیاهان با استفاده از این ترکیب شیمیایی تقویت می‌شوند.

## خطرات احتمالی مسمومیت با پتاسیم کربنات
پتاسیم کربنات بیشتر در شیشه و انواع صابون از جمله صابون دست یا مواد شوینده ماشین ظرف شویی یافت می شود. هیچ نشانه ای مبنی بر سرطان زا و جهش زا بودن این ماده وجود ندارد، اما در صورت تماس با پوست و چشم، بلع یا استنشاق می تواند سمی باشد.

### تماس با پوست
پتاسیم کربنات پس از تماس با پوست باعث تحریک آن می شود. روش‌های کمک‌های اولیه شامل حذف موارد آلوده لباس یا کفش است که برای از بین بردن آن ١٥ دقیقه ناحیه آلوده را شسته و از نرم‌کننده استفاده شود. در هنگام تماس طولانی مدت با پتاسیم کربنات، ممکن است ضد عفونی کردن با کرم ضدعفونی کننده ضروری باشد و توصیه می شود بیمار به دنبال مشاوره پزشکی باشد.

### تماس با چشم
این ماده برای چشم و غشاهای مخاطی بسیار تحریک کننده است. قرار گرفتن چشم در معرض این ماده، ممکن است باعث آسیب دائمی قرنیه‌ چشم مانند از بین رفتن بینایی شود. در هنگام کمک‌های اولیه،نخستین گام برداشتن عینک یا لنزهای تماسی است، سپس شستشوی چشم‌ها به مدت ١٥ دقیقه با آب سرد است. در صورت جدی بودن شرایط، بیمار باید به دنبال کمک‌های پزشکی باشد.

### گوارش
پتاسیم کربنات در صورت مصرف باعث تحریک دستگاه گوارش، و در نتیجه منجر به سوختگی لب، زبان، دهان، مری یا حتی معده می شود. این امر باعث استفراغ، حالت تهوع و درد شدید شکم می شود. سخت قورت دادن غذا می تواند باعث مشکل تنفسی و افت شدید فشار خون شود. همچنین در این شرایط می توان برای هضم از شیر یا آب کمک گرفت. در شرایط حاد برای تعیین میزان سوختگی مری و معده، انجام آندوسکپی و کمک های فوری پزشکی و مراقبت های پزشکی مناسب لازم است.

### استنشاق
بیمارانی که مقادیر زیادی از کربنات پتاسیم را استنشاق می کنند، ممکن است دچار سرفه، مشکل تنفس و دردهای قفسه سینه شوند. و این امر در اثر تحریک دستگاه تنفسی و غشاهای مخاطی ایجاد می شود. در این حالت، بیماران به هوای تازه نیاز دارند، در صورت لزوم باید از تنفس دهان به دهان استفاده شود.